# Jugurtia escalerae
Jugurtia escalerae är en stekelart som beskrevs av Edmund Meade-Waldo 1910.
Jugurtia escalerae ingår i släktet Jugurtia och familjen Masaridae. Inga underarter finns listade i Catalogue of Life.